# Galium californicum
Galium californicum es una especie de planta herbácea perteneciente a la familia de las rubiáceas. Es nativa de California, donde se encuentra, principalmente, en lugares húmedos, en áreas sombrías y montañosas.

## Descripción
Es una pequeña hierba perennifolia con base leñosa como arbusto que alcanza un tamaño de un metro de altura. Sus tallos y hojas son pequeñas y de forma ovalada, y peludas. La planta es dioica, con las plantas masculinas que producen pequeños grupos de flores y las plantas femeninas que producen flores solitarias. Ambos tipos de flores son generalmente de color amarillo opaco. El fruto es una baya cubierta de pelos suaves.

## Taxonomía
Galium californicum fue descrita por William Jackson Hooker & George Arnott Walker-Arnott y publicado en The Botany of Captain Beechey's Voyage 349, en el año 1841[1839].
Etimología
Galium: nombre genérico que deriva de la palabra griega gala que significa  "leche",  en alusión al hecho de que algunas especies fueron utilizadas para cuajar la leche.
californicum: epíteto geográfico que alude a su localización en California.
Subespecies aceptadas
- Galium californicum subsp. flaccidum Dempster & Stebbins
- Galium californicum subsp. miguelense (Greene) Dempster & Stebbins

Sinonimia
subsp. flaccidum Dempster & Stebbins
- Galium californicum var. crebrifolium Nutt.
- Galium flaccidum Greene
- Galium occidentale McClatchie[4]

subsp. miguelense (Greene) Dempster & Stebbins
- Galium californicum var. miguelense (Greene) Dempster & Stebbins
- Galium miguelense Greene[5]